# FranceAgriMer
FranceAgriMer, das Nationale Institut für landwirtschaftliche Erzeugnisse und Erzeugnisse des Meeres, ist der Rechtsnachfolger von Viniflhor und ONIVINS (Office national interprofessionnel des vins). Es nimmt Aufgaben im Namen des Staates anstelle des Ministeriums für Landwirtschaft, Ernährung und Forsten (Ministère de l'Agriculture) wahr.
„FranceAgriMer“ entstand am 1. April 2009 aufgrund der Ordonnanz Nr. 2009-325 vom 25. März 2009 durch den Zusammenschluss von fünf ehemaligen Behörden aus verschiedenen Sektoren der Agrarwirtschaft, darunter das französische Amt für Wein, Obst, Gemüse und Gartenbau „Viniflhor“, das „Office de l'Elevage“ (Vieh- und Geflügelzucht), „Ofimer“ (Aquakultur- und Fischerei), „ONIGC“ (Getreide) und „Onippam“ (Kräuter und Heilpflanzen). Die Verwaltungseinheit steht unter der Aufsicht des französischen Landwirtschaftsministeriums. Ihre Aufgabe ist es die wirtschaftliche Entwicklung der Branchen fördern und deren Handlungsschnelligkeit im Falle eines notwendigen Krisenmanagements zu erhöhen. Beratungs- und Schiedsstelle für die außergerichtliche Schlichtung von Rechtsstreiten.
Bis zum 1. Juli 2013 war Fabien Bova erster Generaldirektor des Instituts.